# 義人長七郎
『義人長七郎』（ぎじんちょうしちろう）は、1935年（昭和10年）製作、稲葉蛟児監督による日本のサイレント映画、エトナ映画社製作作品である。

## 略歴・概要
本作は、公開情報については不明である。
東京国立近代美術館フィルムセンターは本作のプリントを所蔵していない。マツダ映画社も所蔵していない。現状、観賞することの不可能な作品である。

## スタッフ
- 監督：稲葉蛟児
- 原作：沖津白浪
- 撮影：岸雅夫

- 製作 : エトナ映画社
- 上映時間（巻数） : 不明
- フォーマット : 白黒映画 - スタンダードサイズ（1.33:1） - サイレント映画
- 公開日 :  日本 1935年
- 配給 :  不明

## キャスト
- 松平長七郎：綾小路絃三郎
- 永楽屋仙之助：片岡千代太郎
- 疾風の市松：高木新平
- 占師根津：竹川誠一
- 盲目浪人山梨源太郎：守本専一
- 銀糸のお銀：小川雪子
- 秩父の磯吉：関谷一郎
- お琴：平塚泰子
- 大久保彦左衛門：清水林之助
- 下僕琢兵衛：大倉文男
- 花房皆人：嵐亀三郎
- 花房英之助：勝田四郎
- 花房香鳥：五十鈴桂子
- 将軍家光：楠武夫
- 松平伊豆守：石井寛治
- 南京寅：阪東巴左衛門

## 註
1. ↑  所蔵映画フィルム検索システム、東京国立近代美術館フィルムセンター、2009年12月13日閲覧。
2. ↑  主な所蔵リスト 劇映画＝邦画篇、マツダ映画社、2009年12月11日閲覧。